# Armand Olier
Armand Olier (Montjaux, França, 6 de maio de 1851 — Maofaga, Tonga, 17 de setembro de 1911) foi um prelado francês da Igreja Católica e vigário apostólico da Oceania Central.

## Biografia
Armand Olier entrou no noviciado da Sociedade de Maria em 1876. No ano seguinte, fez os votos e, depois de lecionar por um ano, foi enviado para a Irlanda em 1878. Em 1880, foi ordenado sacerdote e partiu para Tonga. Lá, tornou-se procurador do Vicariato Apostólico da Oceânia Central.
Foi nomeado vigário apostólico coadjutor e bispo titular de Tipasa na Mauritânia em 22 dezembro de 1903.
Em 17 de abril de 1904, foi consagrado bispo pelo arcebispo de Sydney, Patrick Francis Moran.
Em 9 de setembro de 1906, após a morte de Jean-Amand Lamaze, Armand Olier tornou-se vigário apostólico.
Ele morreu em 17 de setembro de 1911 em Tonga. Após trinta anos de missão, sentiu-se cansado e pediu um coadjutor, porém ele morreu antes que seu pedido fosse atendido.